# 郓国公主 (宋神宗)
鄆國公主（？—1085年），為北宋第六代皇帝宋神宗的皇女。
元豐八年（1085年）二月薨逝，追封惠國公主。宋徽宗即位后，于元符三年（1100年）三月，追封姐姐为鄆國長公主。后改公主为帝姬，政和四年（1114年）十二月，改封賢康長帝姬。